# Paul Ehrenfest
Paul Ehrenfest (ur. 18 stycznia 1880 w Wiedniu, zm. 25 września 1933 w Amsterdamie) – austriacko-holenderski fizyk teoretyczny i matematyk. Wniósł istotny wkład w mechanikę statystyczną i fizykę kwantową, w szczególności w teorię przejść fazowych. Autor twierdzenia Ehrenfesta w mechanice kwantowej i paradoksu Ehrenfesta w szczególnej teorii względności.

## Życiorys

### Dzieciństwo i młodość
Ehrenfest dorastał w Wiedniu, w rodzinie żydowskiej, która przeprowadziła się z wioski na Morawach. Rodzice, Sigmund Ehrenfest i Johanna Jellinek, mieli dobrze prosperujący sklep warzywny. W domu nie było atmosfery religijnej, ale młody Ehrenfest uczył się hebrajskiego i historii Izraela. W przyszłości podkreślał swe żydowskie korzenie.
W szkole podstawowej był wybijającym się uczniem, nieco gorzej szła mu nauka w gimnazjum. Jego ulubionym przedmiotem zawsze była matematyka i w roku 1899 zdał egzaminy końcowe w gimnazjum Franciszka Józefa.
Rozpoczął studia chemiczne na politechnice w Wiedniu, a jednocześnie uczęszczał na wykłady Boltzmanna z termodynamiki i kinetycznej teorii gazów na Uniwersytecie Wiedeńskim. Wykłady te rozbudziły w nim zainteresowanie fizyką teoretyczną i określiły dziedzinę przyszłych badań Ehrenfesta. W roku 1901 przeniósł się na Uniwersytet w Getyndze, który był wówczas jednym z najsilniejszych ośrodków naukowych w dziedzinie matematyki i fizyki teoretycznej na świecie. Spotkał tam swą przyszłą żonę, Rosjankę Tatianę Afanasjewą. W czerwcu 1904 roku obronił doktorat na podstawie rozprawy z mechaniki klasycznej dotyczącej ruchu ciał sztywnych w płynach.

### Uczony
We wrześniu 1906 roku Ehrenfest wraz z małżonką wrócili do Getyngi. Na prośbę Felixa Kleina rozpoczęli pracę nad artykułem do Enzyklopädie der mathematischen Wissenschaften na temat mechaniki statystycznej. Artykuł ukazał się w druku dopiero w roku 1911 i prezentował najważniejsze osiągnięcia Boltzmanna i jego szkoły. Omawiał podstawowe założenia teorii, przedstawiał nierozwiązane problemy oraz ilustrował główne pojęcia za pomocą łatwo zrozumiałych przykładów.
W roku 1907 Ehrenfestowie przeprowadzili się do Petersburga, gdzie nawiązali znajomość z Joffem. Podczas pobytu w Rosji oboje żyli na uboczu głównych problemów nauki rosyjskiej, a Paul miał niewielkie szanse na zdobycie satysfakcjonującej go posady. Na początku roku 1912 Ehrenfest wyruszył z serią wykładów po uniwersytetach niemieckojęzycznych. Odwiedził Berlin, Lipsk, Monachium, Zurych i Wiedeń. Podczas krótkiego pobytu w Pradze nawiązał bliską znajomość z Einsteinem. Efektem podróży była propozycja objęcia katedry fizyki na Uniwersytecie w Lejdzie po ustępującym Lorentzu, złożona przez samego Lorentza.

### Lejda

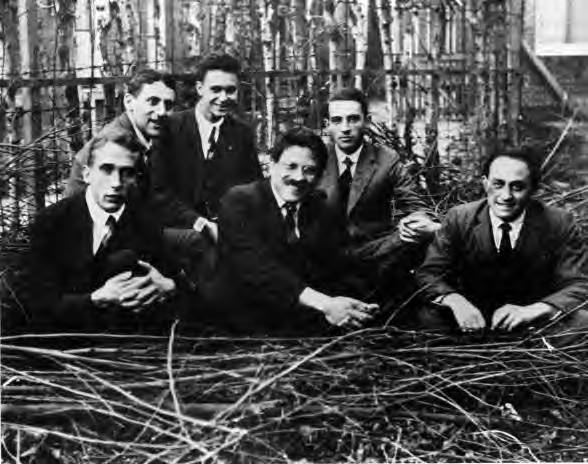
Ehrenfest ze studentami, od lewej: Gerhard Heinrich Dieke, Samuel Goudsmit, Jan Tinbergen, Paul Ehrenfest, Ralph Kronig i Enrico Fermi.

W październiku 1912 roku Ehrenfest przyjechał do Lejdy, gdzie 4 grudnia dał wykład inauguracyjny Zur Krise der Lichtaether-Hypothese (O kryzysie hipotezy eteru). Brał aktywny udział w życiu społeczności naukowej uniwersytetu, organizując koła i seminaria naukowe na wzór Getyngi. Zapraszał do Lejdy wielu młodych uczonych z innych uczelni, a swoich studentów wysyłał na staże zagraniczne. Cieszył się opinią doskonałego pedagoga, umiejącego skupić się na istocie problemu i przywiązującego wagę raczej do zrozumienia fizycznego sensu zagadnienia niż ścisłości matematycznej.
Wielu uczniów Ehrenfesta osiągnęło sukcesy nie tylko w fizyce. Byli wśród nich Johannes Burgers, Hendrik Kramers, Dirk Coster, George Uhlenbeck i Samuel Goudsmit, którzy zaproponowali koncepcję spinu elektronu, Jan Tinbergen, Arend Rutgers, Hendrik Casimir, Gerhard Dieke i Dirk Struik, matematyk i historyk matematyki. Na zaproszenie Ehrenfesta przebywali w Lejdzie między innymi Gunnar Nordström, Enrico Fermi, Igor Tamm, Oskar Klein, Robert Oppenheimer, Walter Elsasser, Ralph Kronig, Werner Heisenberg oraz Paul Dirac.

### Przyjaźń z Einsteinem

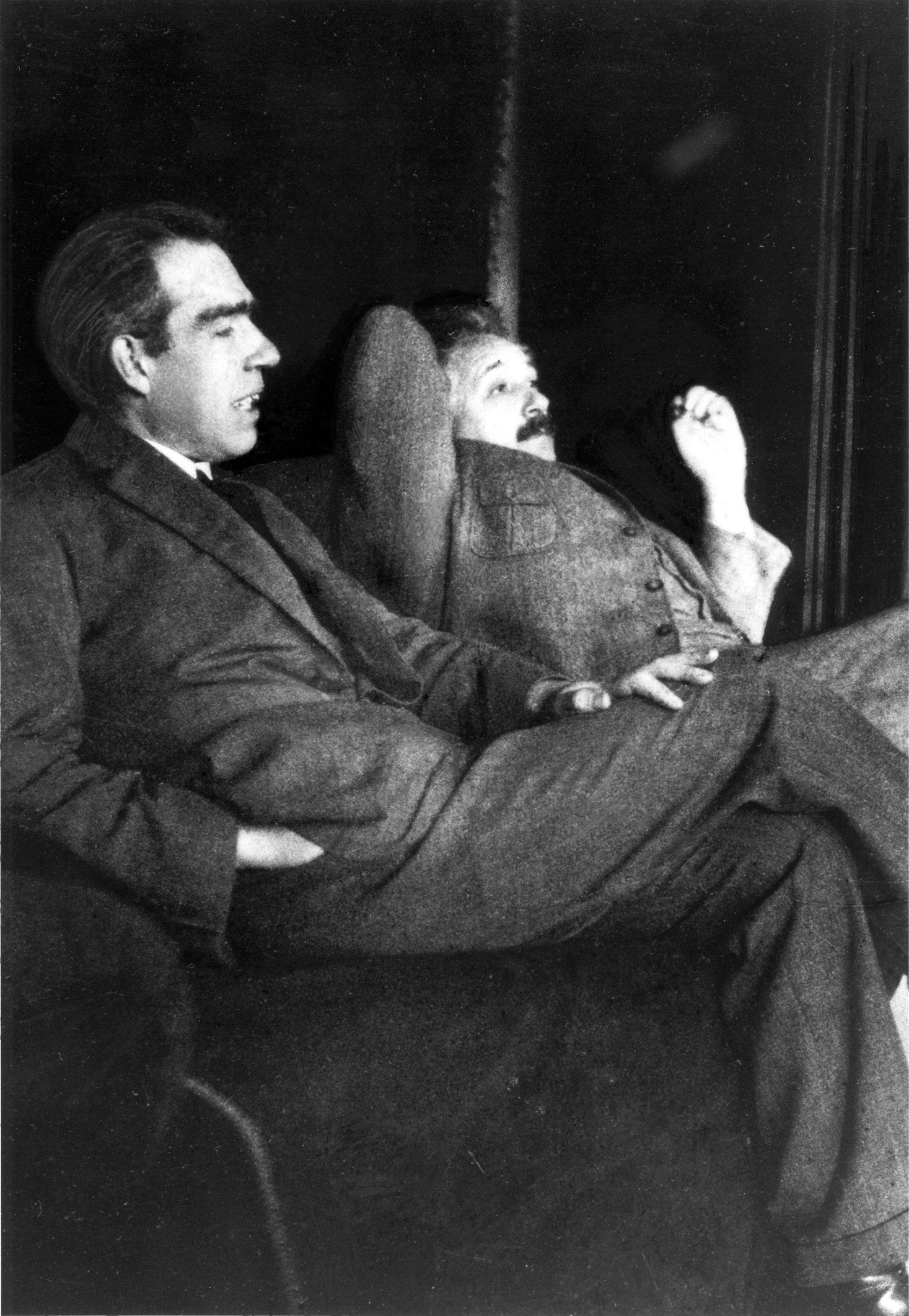
Niels Bohr i Albert Einstein w domu Ehrenfesta w Lejdzie (grudzień 1925)

Przyjaźń z Albertem Einsteinem datowała się od spotkania w Pradze. Na jego zaproszenie, Einstein przyjął stanowisko profesora nadzwyczajnego Uniwersytetu w Lejdzie, dzięki czemu mógł odwiedzać Ehrenfesta rokrocznie na kilka tygodni. W roku 1923 Einstein spędził u niego sześć tygodni po tym, jak niemieccy nacjonaliści grozili zamachami na jego życie. Z okazji 50 rocznicy doktoratu Lorentza, Ehrenfest zaprosił do Lejdy Einsteina i Bohra, próbując doprowadzić do porozumienia między nimi w sporze wokół interpretacji mechaniki kwantowej. Dyskusja ta przerodziła się w długoletni spór, kontynuowany również na piątej konferencji solvayowskiej dwa lata później, gdzie Ehrenfest stanął po stronie Bohra.

### Ostatnie lata
W maju 1931 roku Ehrenfest zapadł na ciężką depresję. W sierpniu następnego roku jego stan pogorszył się do tego stopnia, że Einstein zwrócił się z prośbą do władz Uniwersytetu w Lejdzie o zmniejszenie obciążeń spoczywających na Ehrenfeście. Uczony przegrał walkę z chorobą i 25 września 1933 roku zastrzelił najmłodszego syna Wasyla, cierpiącego na zespół Downa, a następnie sam odebrał sobie życie.

## Badania
Większość publikacji Ehrenfesta dotyczy fundamentalnych zagadnień fizyki. Jego artykuły znane były z jasności wykładu, zwięzłości prezentacji i nowatorskiego ujęcia materiału.
Najważniejsze osiągnięcia naukowe Ehrenfesta w okresie od 1912 do 1933 roku dotyczą niezmienników adiabatycznych. Jest to pojęcie z dziedziny mechaniki klasycznej, które z jednej strony pozwalało na udoskonalenie przewidywań teorii atomu Bohra, a z drugiej stanowi pomost między mechaniką statystyczną a fizyką atomową.
Przyczynił się do rozwoju fizyki kwantowej, choć unikał jak mógł, abstrakcyjnego ujęcia mechaniki kwantowej proponowanego przez Heisenberga i Diraca.
Zainteresowania Ehrenfesta dotyczyły również zastosowań matematyki w ekonomii. Uważał, że istnieją głębokie analogie między termodynamiką a ekonomią i zasugerował podjęcie badań w tej dziedzinie Janowi Tinbergenowi, który w roku 1969 otrzymał za swe wyniki pierwszą w historii Nagrodę Nobla w dziedzinie ekonomii.
Od 1919 był członkiem Królewskiej Holenderskiej Akademii Sztuk i Nauk.